# Iphiaulax avarus
Iphiaulax avarus är en stekelart som beskrevs av Cameron 1887. Iphiaulax avarus ingår i släktet Iphiaulax och familjen bracksteklar. Inga underarter finns listade i Catalogue of Life.